# Georg Wieninger (Agronom)

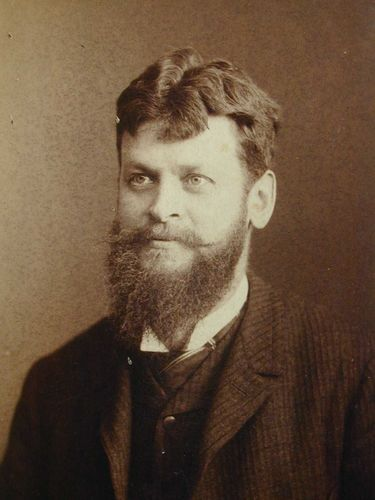
Georg Wieninger

Georg Wieninger (* 5. April 1859 in Schärding; † 3. November 1925 in Wien) war ein österreichischer Bierbrauer, Politiker und Agrarwissenschaftler. Er wirkte bahnbrechend für die Entwicklung der Landwirtschaft in Oberösterreich.

## Leben
Georg Wieninger wurde als Sohn des Schärdinger Brauerei- und Gutsbesitzers Georg Wieninger (1832–1887) und dessen Frau Therese geb. Baumgartner (1836–1918) geboren. Er war ein Urenkel des Vilshofener Bierbrauers Georg Wieninger.
Wieninger erhielt seine Ausbildung zunächst an der Volksschule Schärding, dann in Linz, Passau, Nürnberg, Hohenheim, an der Hochschule für Bodenkultur und an der Tierärztlichen Hochschule in Wien. Zum Reserveoffizier wurde er in Linz und Wels ausgebildet.

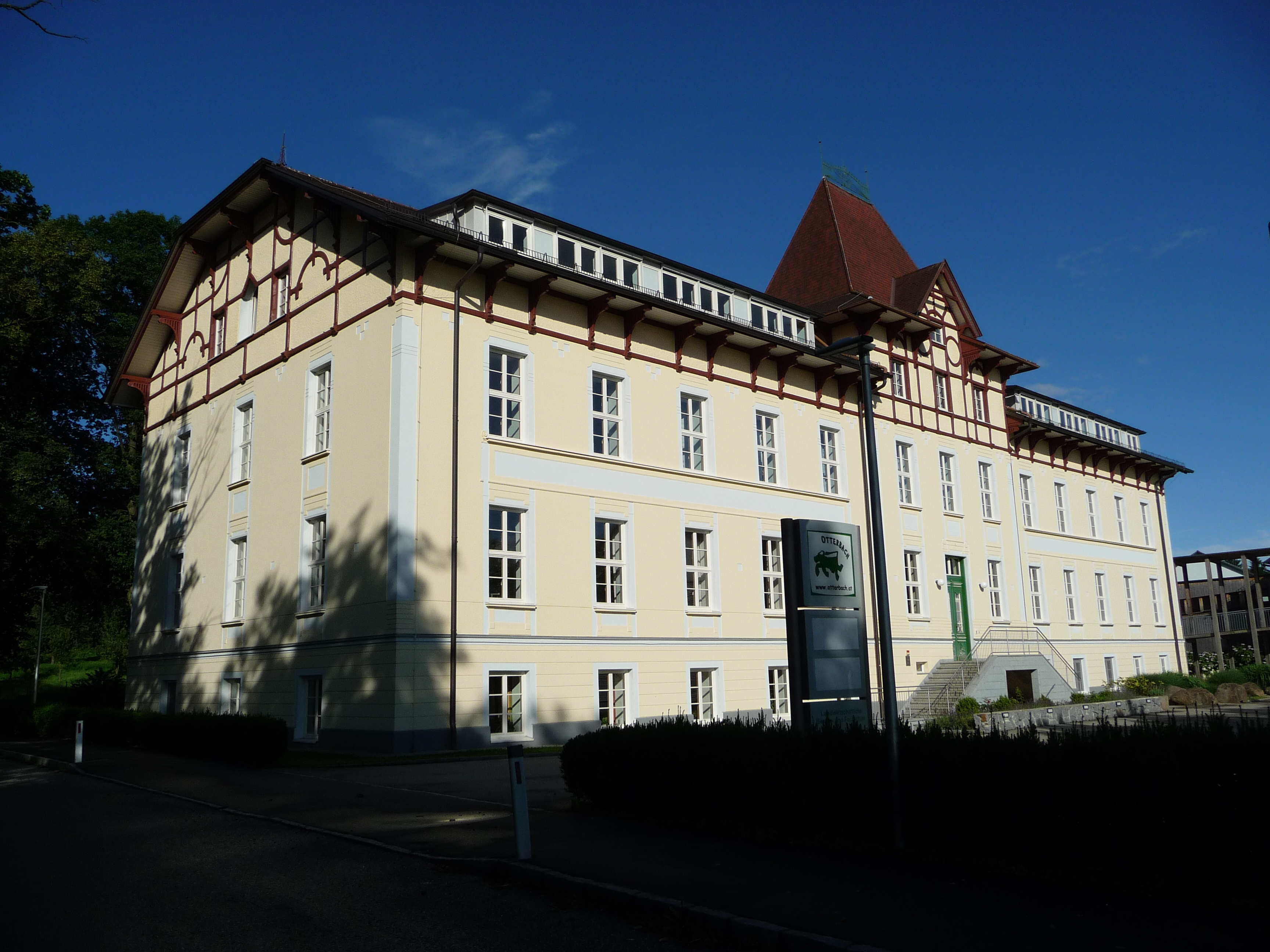
Die Landwirtschaftliche Fachschule Otterbach auf dem ehemaligen Landgut Wieningers

Nach dem Tod des Vaters 1887 übernahm er die Leitung der Wieninger-Brauerei in Schärding und des Familiengutes in Otterbach bei St. Florian am Inn, wo er auch ein Privatmuseum für seine Sammlungen aus Landwirtschaft, Naturkunde, Volks- und Völkerkunde aufbaute. Otterbach führte er als Mustergut mit Schwerpunkten von der Tier- und Pflanzenzucht bis hin zur Milchwirtschaft, Düngelehre und zum Maschinenwesen. In den 1890er Jahren fügte er ein Gut mit Kaffeeplantagen in Bernalcue bei Asunción, Provinz San Bernardino, Paraguay, hinzu. 1911 musste er für alle Besitzungen und das Mustergut Otterbach Konkurs anmelden, das daraufhin vom Land Oberösterreich übernommen wurde.

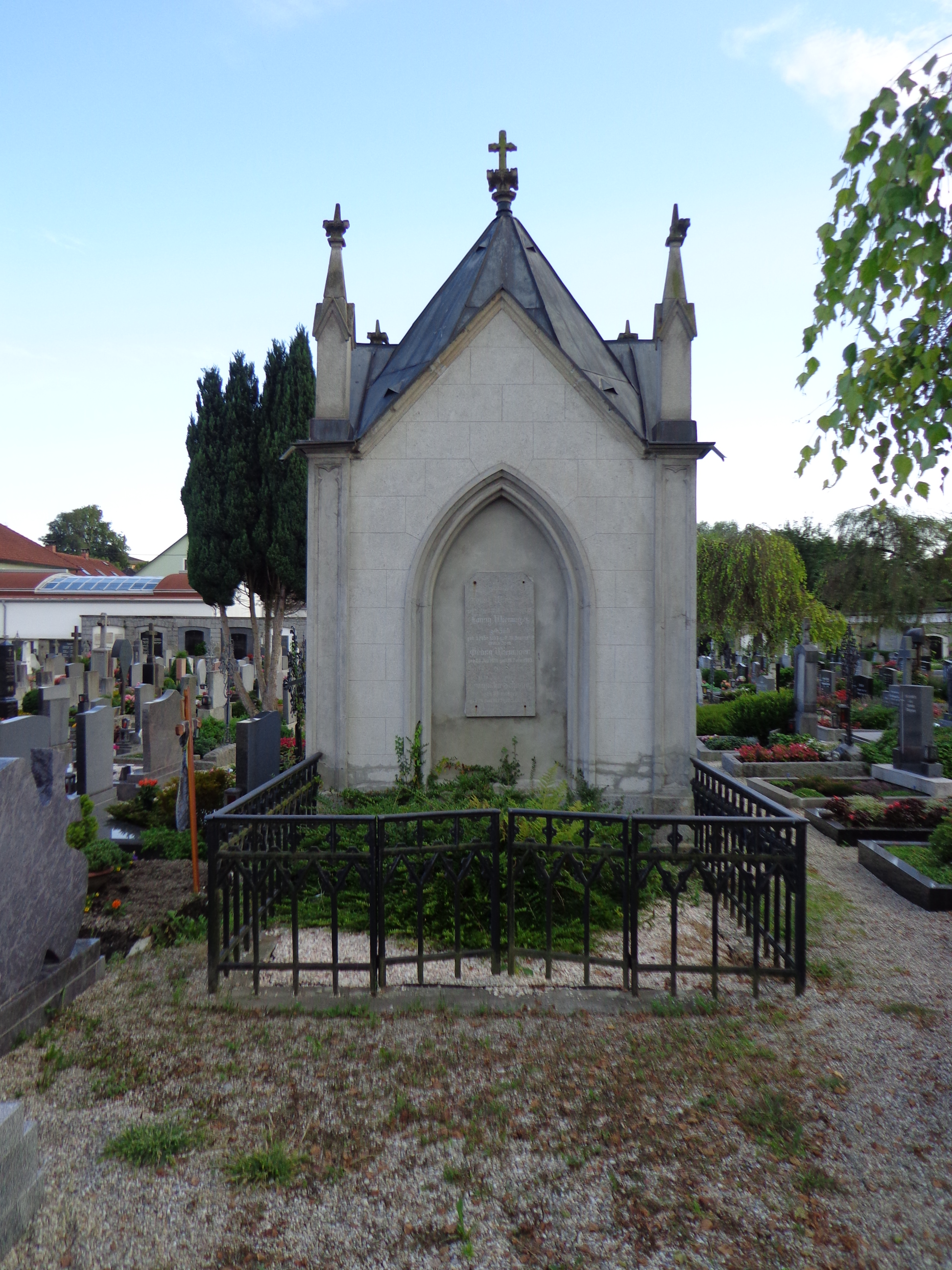
Wieninger-Familiengruft auf dem Stadtfriedhof Schärding mit Grabstätte Georg Wieningers

Wieninger gründete 1890 eine auf die Bedürfnisse der Landbevölkerung ausgerichtete  bäuerliche Volkshochschule, 1899 die landwirtschaftlich-chemische Versuchsanstalt (Vorläufer der heutigen Bundesanstalt für Agrarbiologie) in Linz, 1900 die Erste Zentral-Teebutter-Verkaufsgenossenschaft (Vorläufer des Schärdinger Molkereiverbandes), sowie 1910 die landwirtschaftliche Frauenschule und eine bäuerliche Haushaltungsschule, heute die Landwirtschaftliche Fachschule Otterbach. Ab 1914 arbeitete er im Ackerbauministerium als Konsulent für Geflügelzucht. 1915 wurde er außerdem Dozent an der Tierärztlichen Hochschule sowie 1922 Privatdozent an der Hochschule für Bodenkultur. An öffentlichen Ämtern übte Wieninger das des Vizebürgermeisters von Schärding, des Präsidenten der oberösterreichischen Landwirtschaftsgesellschaft und 1904 des paraguayischen Ehrenkonsuls aus. Er war auch Ehrenbürger der Stadt Schärding.
Wieninger starb 1925 in Wien an Herzversagen. Sein Leichnam wurde in der neuen Feuerhalle Simmering eingeäschert, die Urne später in der Wieninger-Familiengruft auf dem Stadtfriedhof Schärding beigesetzt. Er hinterließ seine Ehefrau Franziska geb. Zach (1869–1954), eine Tochter und zwei Söhne.